# Ruszt pokroczny
Ruszt pokroczny – urządzenie do transportu przedmiotów, rodzaj przenośnika. 
Ruszt pokroczny składa się z dwóch rodzajów rusztowin: jedne są nieruchome a między nimi znajdują się rusztowiny ruchome, napędzane silnikiem przez system dźwigni, przez co wykonują ruchy po elipsie (lub zbliżone). Idąc w górę podnoszą przedmioty z rusztowin nieruchomych, przesuwają się z nimi do przodu, a następnie opadają, zostawiając transportowany przedmiot na rusztowinach stałych i następnie wykonują cykl od nowa, przenosząc przedmioty o jeden "krok" w każdym cyklu.